# Фонтен, Пьер Франсуа Леонар
Пьер Франсуа Леонар Фонте́н  (фр. Pierre François Léonard Fontaine; 20 сентября 1762, Понтуаз — 10 октября 1853, Париж) — французский архитектор-неоклассицист, рисовальщик-орнаменталист и декоратор архитектурного интерьера. Вместе со своим сокурсником Шарлем Персье считается создателем французского стиля ампир. Два архитектора работали совместно и различить вклад того и другого в большинстве случаев затруднительно.

## Биография
Пьер Фонтен родился в Понтуазе, северо-западном пригороде Парижа (с 1964 года является административным центром департамента Валь-д’Уаз). В 1778—1779 годах под руководством архитектора Андре молодой Пьер Франсуа Леонар Фонтен вместе со своим отцом Пьером Фонтеном (1735—1807), мастером по проектированию и строительству фонтанов и других водотехнических сооружений, участвовал в работах по водоснабжению замка Шато-де-Л’Иль (Оствальд на северо-востоке Франции).
В 1779 году он прибыл в Париж, где вместе с Шарлем Персье учился в архитектурной мастерской Антуана-Жозефа Пейра, младшего брата М.-Ж. Пейра. В 1785 году он получил вторую Римскую премию за проект «надгробного памятника государям великой империи», в котором заметно влияние школы мегаломанов Этьена-Луи Булле. Не получив стипендии, полагавшейся только лауреатам первой премии, он за свой счёт отправился в Рим, где в следующем году к нему присоединился Шарль Персье. В 1787 году освободилось место во Французской академии в Риме и Фонтен стал её пенсионером.
В Вечном городе Пьер Фонтен изучал памятники древнеримской архитектуры. Знакомство с Шарлем Персье переросло в многолетнее и плодотворное творческое содружество. В 1792—1796 годах архитекторы вместе работали по оформлению новых интерьеров Парижской Оперы.
Опасаясь последствий французскoй революции, в период с сентября по декабрь 1792 года Пьер Фонтен жил в Лондоне (по иным данным был выслан из страны). В периоды Директории, Консульства и Империи, с 1795— по 1814 год Пьер Фонтен вместе с Шарлем Персье стал одним из создателей стиля ампир, или «стиля Империи», отличающегося особой торжественностью и парадностью дворцовой архитектуры и интерьеров, ориентированных не на античную Грецию, а на культуру императорского Рима. В 1799 году благодаря художнику Жаку Луи Давиду он познакомился с Жозефиной Богарне, супругой первого консула, а затем императора. В 1800 году он был назначен архитектором Дома Инвалидов. В 1801 году Наполеон Бонапарт, восторгаясь пышностью и помпезностью проектов Персье и Фонтена назначил их своими личными архитекторами, оставил у себя на службе и никогда не колебался в своем выборе.
13 декабря 1804 года Фонтен был назначен архитектором дворца Тюильри, Лувра и его хозяйственных построек, императорских мануфактур гобеленов и ковров Савоннери, мраморных мастерских и всех официальных зданий, расположенных в стенах города Парижа.
Позднее обновляли убранство Мальмезонского дворца (1800—1802), Елисейского дворца в Париже (1816), загородных дворцов в Сен-Клу (1801—1804), Фонтенбло (1804—1807), Компьене (1806), Лекене (под Брюсселем, 1803) и Аранхуэсе (Мадрид; 1800-е годы). Вместе с Персье на площади Каррузель между дворцом Тюильри и Лувром они возвели трёхпролётную Триумфальную арку (1806—1808) по образцу триумфальной Арки императора Константина в Риме. Сооружение, построенное в честь победы Наполеона в битве под Аустерлицем, высотой 19 метров венчала квадрига святого Марка, вывезенная в 1797 году по распоряжению Наполеона из Венеции.
Наполеон поручил Персье и Фонтену подготовить планы имперского города Парижа, центром которого должен был стать Дворец римского короля, построенный на холме Шайо, но падение Империи помешало его созданию. Пьер Фонтен также работал с Александром Дюфуром над проектом реконструкции Версальского дворца, в котором должен был разместиться Наполеон и его семья.
9 марта 1811 года Пьер Фонтен был избран членом объединённой Академии искусств, а 5 июля награждён орденом Почётного легиона. Между 1811 и 1812 годами он был избран членом нескольких академий Европы: Амстердамской, Антверпенской, Мюнхенской, Римской.
В 1811 году, после смерти Жана-Франсуа Шальгрена, строительство памятника во славу Великой Армии — Триумфальной арки на Площади Звезды было поручено Луи-Роберу Густу под руководством комиссии из четырёх архитекторов: Пьера Фонтена, Франсуа Дебрэ, Жака-Пьера Жизора и Элои Лабарра. Фонтену приписывают идею кессонных сводов арки по образцу Пантеона в Риме.
Персье и Фонтен опубликовали несколько альбомов своих гравированных проектов, в частности «Сборник проектов декораций интерьера: всего, что связано с меблировкой» (Recueil de decoration intérieure conceptant tout ce qui rapporte à l’ameublement, 1812). Эти гравюры способствовали распространению стиля французского ампира за пределы Империи.
Персье и Фонтен работали над императорскими проектами почти до самого конца пребывания Наполеона у власти. Их отношения нарушились только после ссылки Наполеона на о. Эльбу. В 1813 году Пьер Фонтен был назначен первым архитектором Империи, но 24 декабря 1814 года, после реставрации Бурбонов и воцарения Людовика XVIII, титул первого архитектора был упразднён. Фонтен стал городским архитектором Парижа, архитектором короля и архитектором герцога Орлеанского. В 1828 году он получил орден Святого Михаила. В июне 1841 года был произведён в кавалеры ордена Почётного легиона.
В августе 1828 года Пьер Фонтен стал членом Женевского общества искусств. 21 ноября 1827 года он женил свою дочь Эме-Софи Дюпюи на архитекторе Симфориене Менье.
Пьеру Фонтену удалось проработать достаточно долго. В 1848 году он был назначен почётным председателем Совета по гражданским зданиям. В последний раз он возглавил Совет 20 сентября 1853 года, в период Второй Империи.
Пьер Фонтен скончался 10 октября 1853 года в Париже; похоронен на кладбище Пер-Лашез. Ранее, после кончины Шарля Персье в 1838 году, Пьер Фонтен спроектировал гробницу в характерном для них обоих ампирном стиле. После смерти самого Фонтена его, в соответствии с его пожеланиями, поместили в ту же гробницу.

## Пьер Фонтен и «русский ампир»
На следующий день после взятия Парижа 31 марта (12 апреля) 1814 года, российский император Александр I во главе союзных войск триумфально вступил в столицу Франции. Но ещё до этого события архитекторы Персье и Фонтен, безусловно с одобрения Наполеона, желавшего в то время сближения с Россией, через посредство французского посла Коленкура снабжали императора Александра альбомами, "содержавшими изображения всего замечательного, что строилось в Париже (тринадцать таких альбомов находились в Зимнем дворце в Санкт-Петербурге, ныне хранятся в библиотеке Государственного Эрмитажа). Эта художественная корреспонденция, прерванная войной, возобновилась в апреле 1814 года при встрече российского императора с П. Фонтеном, который сопровождал императора в Тюильри и Лувре. Последний альбом был вручён императору Александру в 1815 году. Во Франции эти альбомы были изданы только в 1892 году.
Фонтену было также поручено оформление пасхальной церемонии на площади Людовика XV в честь императора Александра; годом позже архитектор стал организатором парада русских войск в Вертю-ан-Шампань.
Персье и Фонтен просились на русскую службу, но император Александр предпочёл тогда никому не известного рисовальщика и архитектора Огюста Рикара де Монферрана, который в апреле 1814 года преподнёс монарху свой «Альбом разных архитектурных проектов, посвящённых Его Величеству Императору Всероссийскому Александру I».
«Русский ампир» (условное название) во многом отличен от французского стиля Империи, однако известно, что российские архитекторы, работавшие в Санкт-Петербурге, внимательно изучали, а иногда и непосредственно использовали образцы французских архитекторов, в частности это делал Карл Росси в архитектурном декоре и в проектах мебели для Михайловского дворца, созданной в петербургских мастерских В. И. Бобкова и И. И. Баумана.
Тем не менее, в России творчество Персье и Фонтена чаще оценивали критично, и не только по политическим и историко-культурным мотивам. Так И. Э. Грабарь писал, что Персье и Фонтен были слабыми архитекторами, «сухими, педантичными и эклектичными декораторами». Грабарь иронично называл их «удачливыми компиляторами… довольно надоедливыми, скучными и даже не слишком изобретательными в своих орнаментальных разводах».

## Галерея

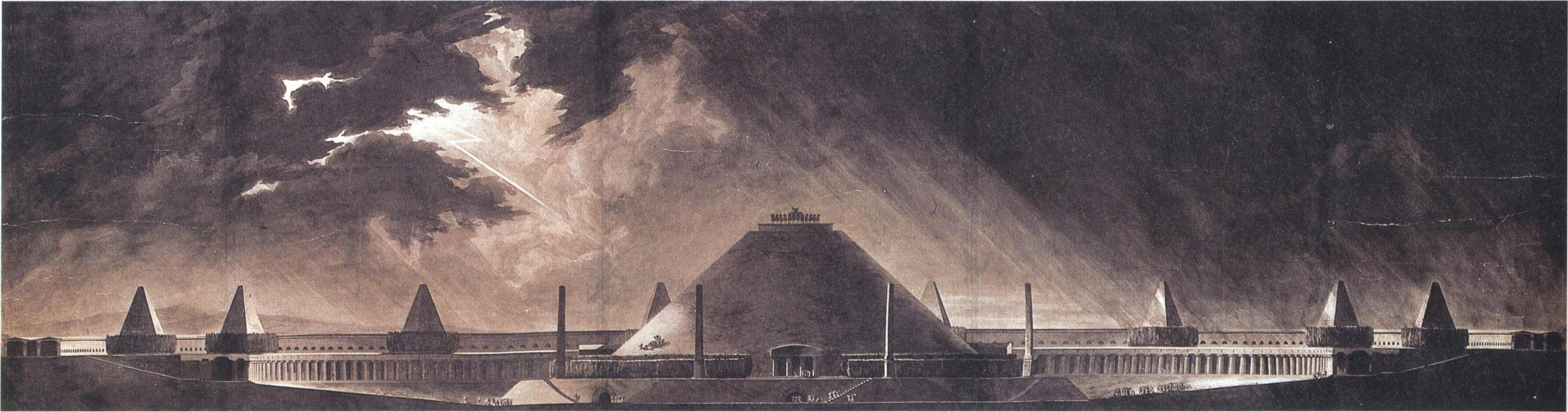
Проект «Надгробного памятника государям великой империи». 1785. Школа изящных искусств, Париж
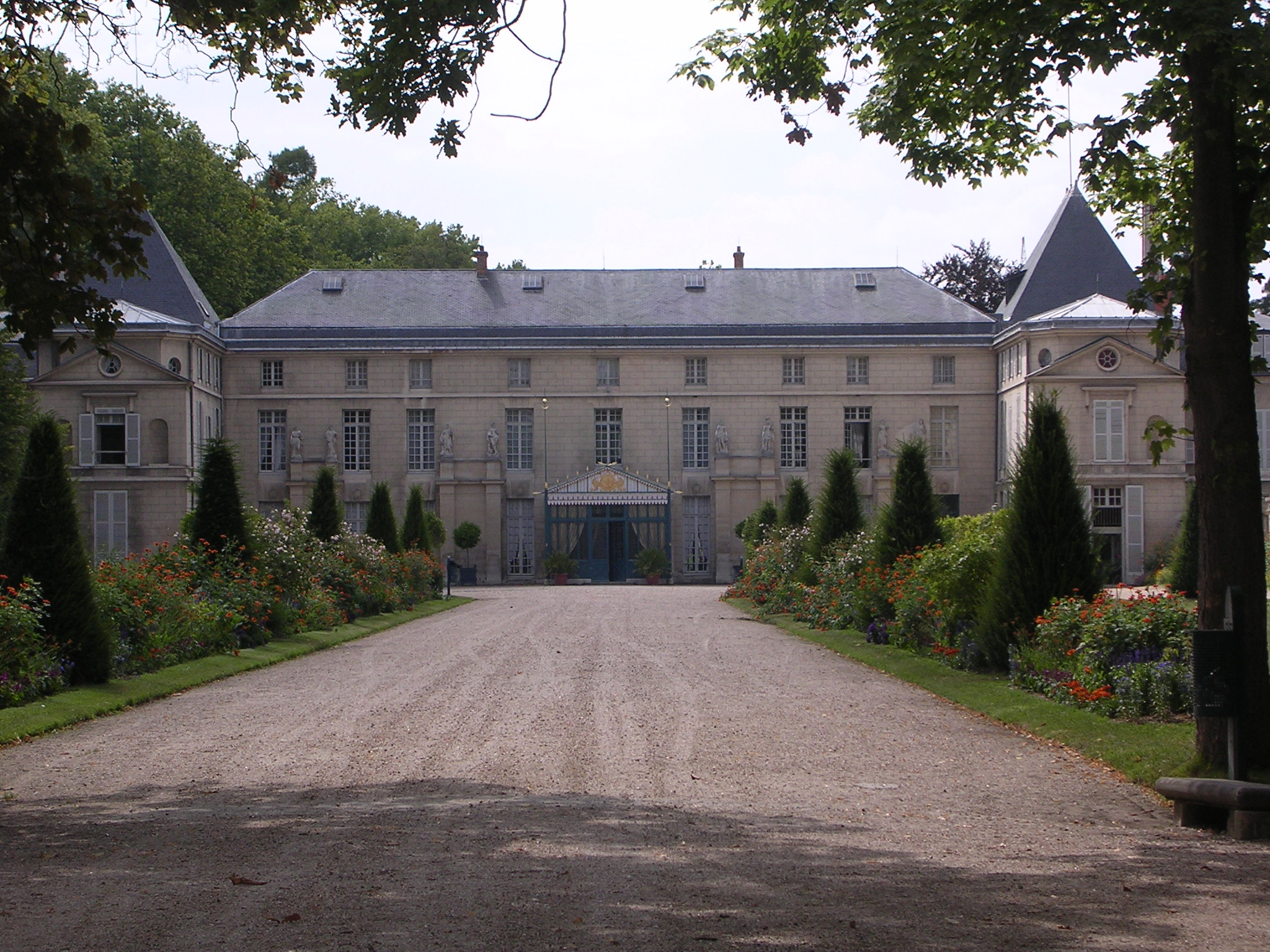
Дворец Мальмезон
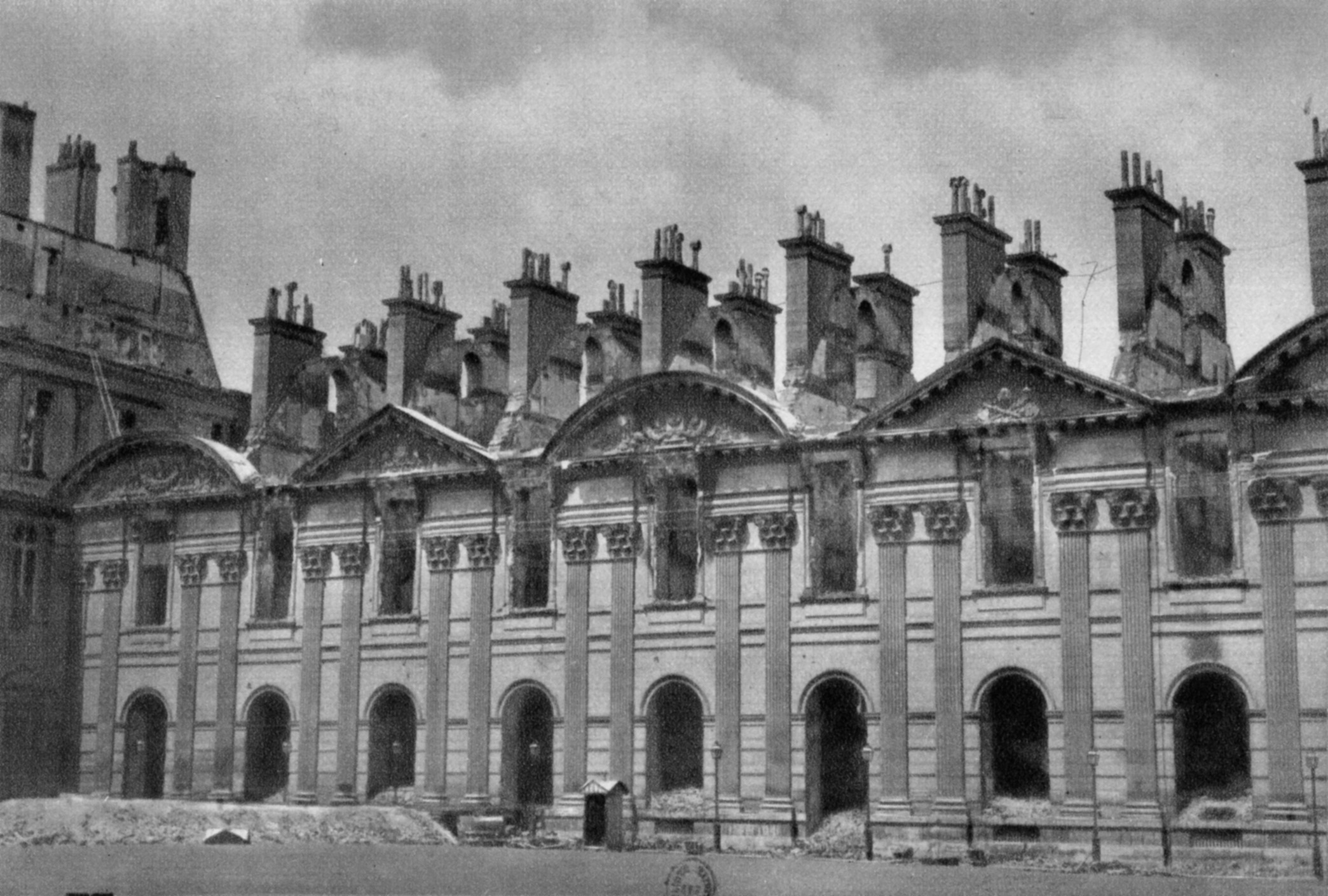
Южный фасад Северного крыла Лувра (позднее перестроен)
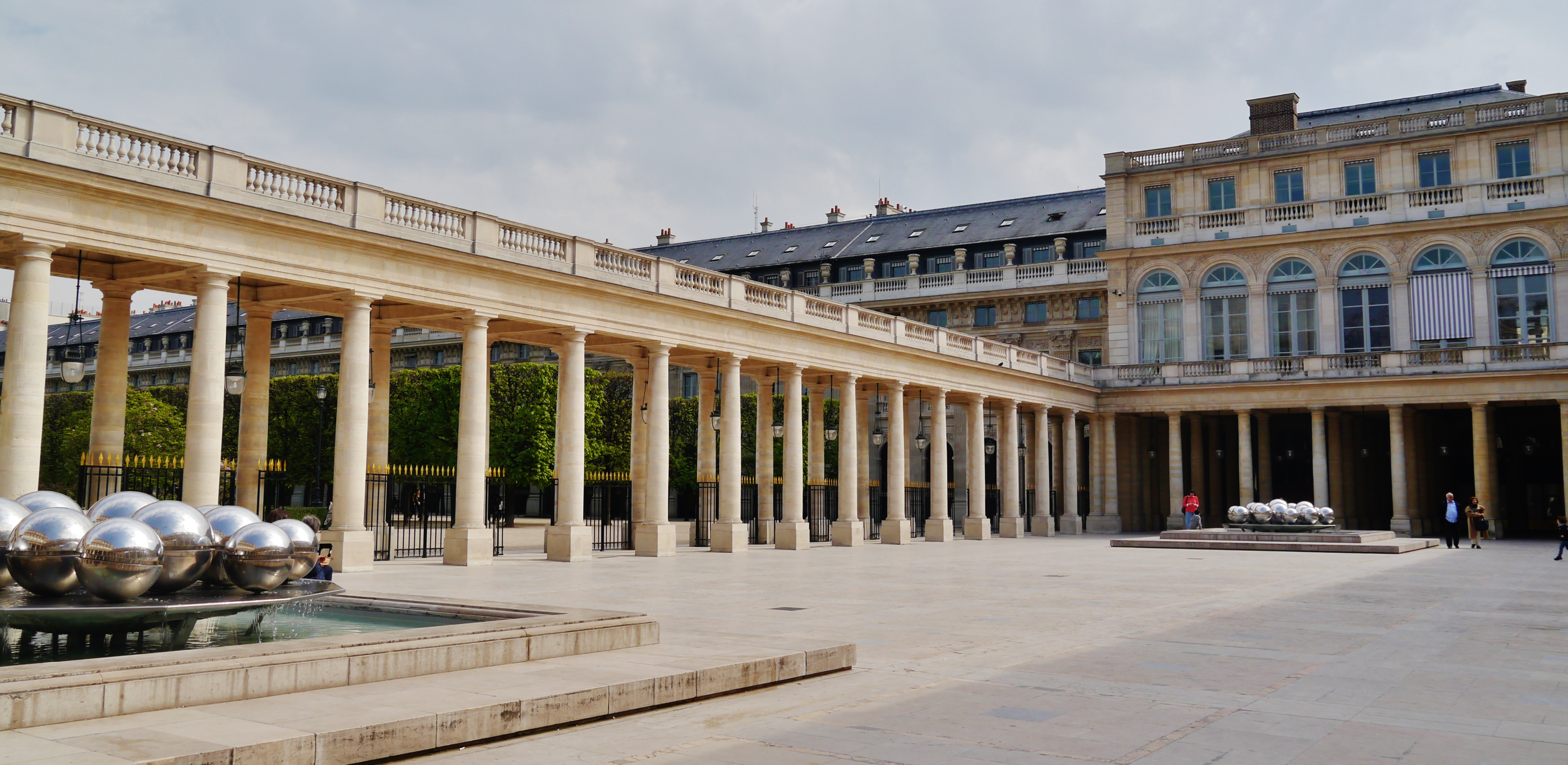
Галерея герцога Орлеанского. Пале-Рояль, Париж
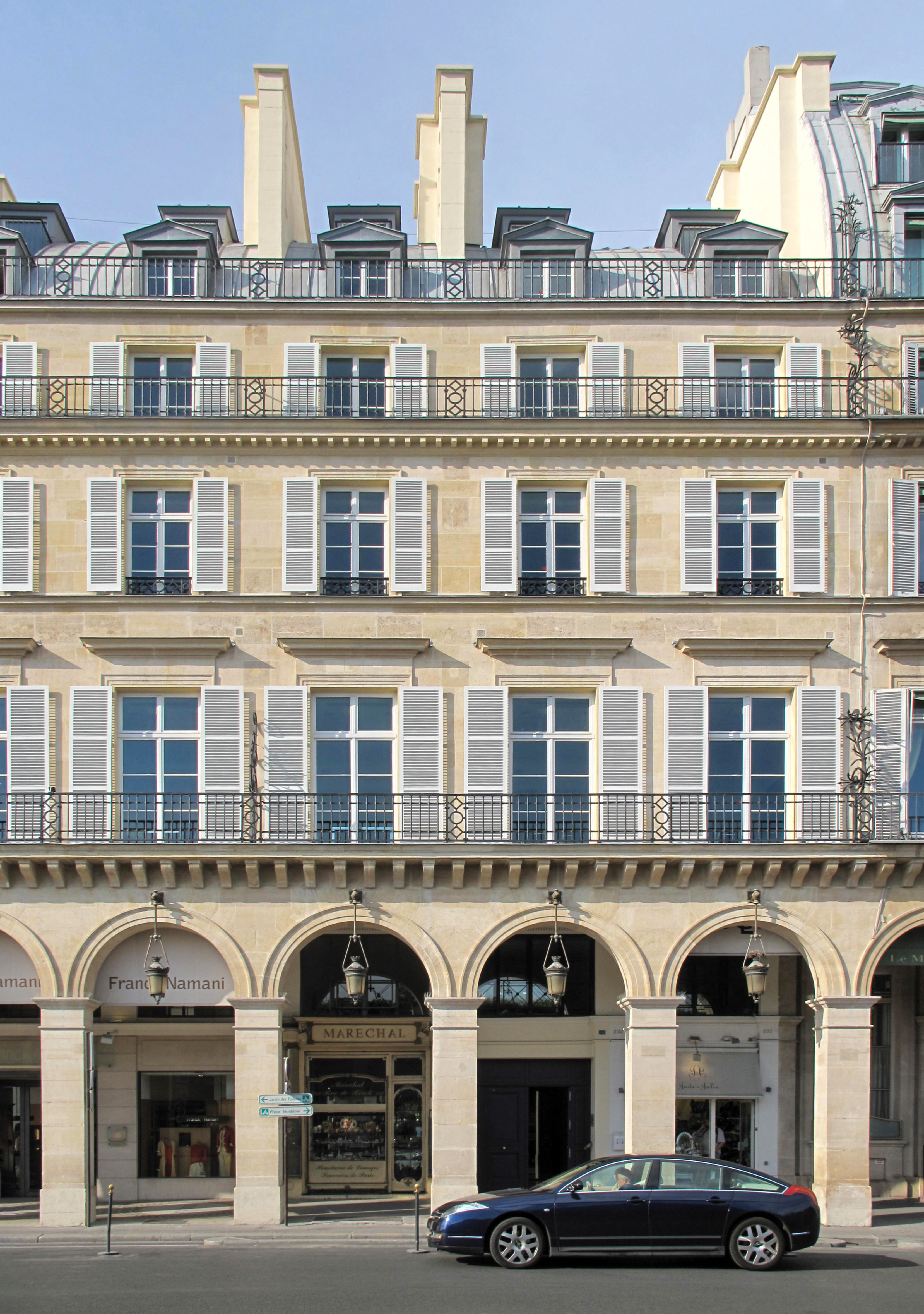
Деталь фасада № 232 по улице Риволи. Париж
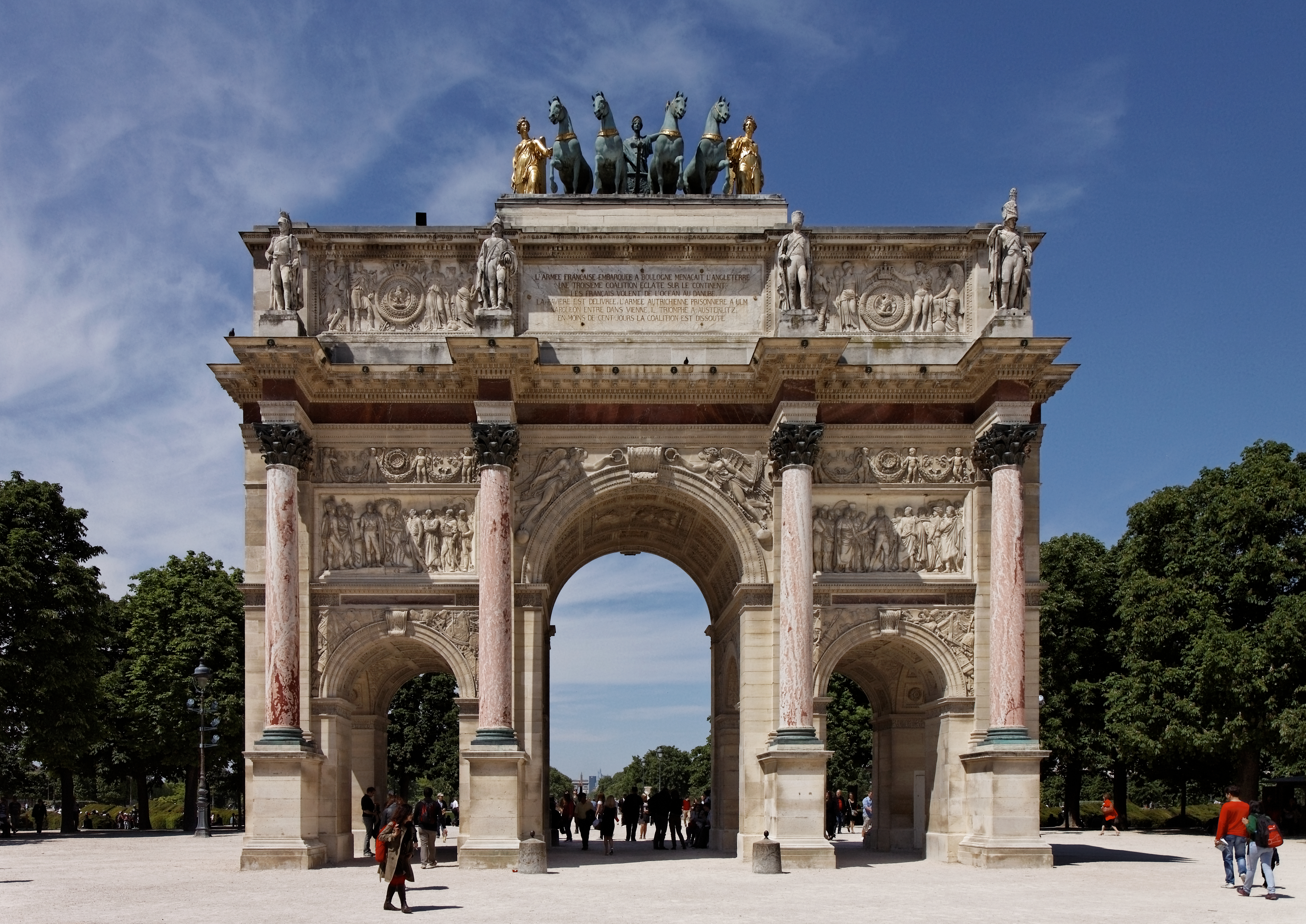
Триумфальная арка на площади Каррузель в Париже. 1806—1808
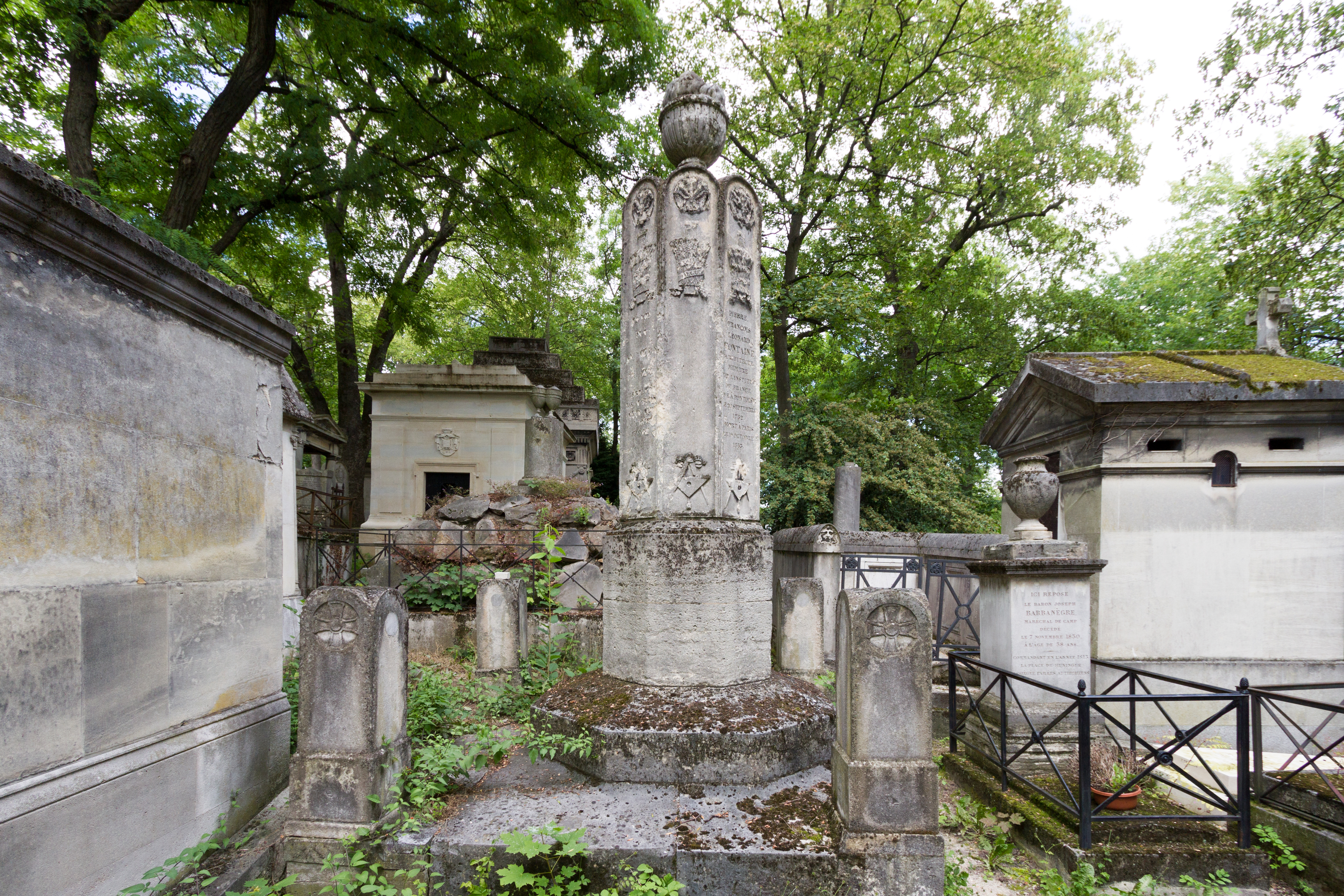
Надгробие Пьера Фонтена на кладбище Пер-Лашез